# گوین کیلکنی
گوین کیلکنی (انگلیسی: Gavin Kilkenny؛ زادهٔ ۱ فوریهٔ ۲۰۰۰) بازیکن فوتبال اهل جمهوری ایرلند است.
از باشگاه‌هایی که در آن بازی کرده‌است می‌توان به باشگاه فوتبال ای‌اف‌سی بورنموث اشاره کرد.
وی همچنین در تیم‌های ملی فوتبال زیر ۱۸ سال جمهوری ایرلند و زیر ۲۱ سال جمهوری ایرلند بازی کرده‌است.

## دوران باشگاهی

### سال‌های اولیه و جوانان
کیلکنی که در بومونت، حومه شمال دوبلین بزرگ شده‌است و فوتبال خود را در سنت کوین بویز، یک تیم دانش‌آموزی با چندین فارغ‌التحصیل برجسته، مانند دیمین داف، جف هندریک، دارا اوشی، رابی بردی و یان هارت آغاز کرد. کیلکنی در سن ۱۶ سالگی خانه را ترک کرد و به جوانان باشگاه فوتبال ای‌اف‌سی بورنموث ملحق شد.

### ای‌اف‌سی بورنموث
کیلکنی در شانزده سالگی به باشگاه فوتبال ای‌اف‌سی بورنموث پیوست. او پس از گذراندن بورسیه تحصیلی دو ساله در زیر ۱۸ سال به تیم زیر ۲۱ سال باشگاه منتقل شد و به سرعت در تابستان ۲۰۱۹ به تیم اصلی ارتقا یافت و اولین قرارداد حرفه‌ای خود را در آوریل ۲۰۱۸ امضا کرد.
کیلکنی در یک برد دوستانه پیش فصل ۳–۰ مقابل باشگاه فوتبال المپیک لیون ستاره شد و گلزنی کرد و به عنوان بهترین بازیکن مسابقه انتخاب شد.
او اولین بازی خود را برای این باشگاه در ۲۸ اوت ۲۰۱۹ در تساوی ۰–۰ مقابل باشگاه فوتبال فارست گرین راورز در جام اتحادیه باشگاه‌های انگلستان انجام داد.
او سپس در دور بعد ظاهر شد و در باخت ۲–۰ خارج از خانه مقابل باشگاه فوتبال برتون آلبیون از ابتدا بازی کرد.

#### استوک سیتی (قرضی)
در ۲ ژوئیه ۲۰۲۲، کیلکنی به صورت قرضی برای فصل ۲۰۲۲–۲۰۲۳ به باشگاه فوتبال استوک سیتی پیوست.

## دوران ملی
کیلکنی یک ملی‌پوش رده جوانان برای جمهوری ایرلند است که تجربه بازی در تیم‌های زیر ۱۸ سال و زیر ۲۱ سال را دارد.

## افتخارات
- باشگاه فوتبال ای‌اف‌سی بورنموث
  - نایب قهرمان: چمپیونشیپ ۲۲–۲۰۲۱[۹]